# Capodimonte (Napoli)
Capodimonte (in napoletano Capemonte) è un rione collinare di Napoli, corrispondente ai casali di Porta Grande, Porta Piccola e Porta Miano. È suddiviso tra i quartieri Stella, San Carlo all'Arena e Miano.

## Storia
Sul finire del XVI secolo era un piccolo casale collinare mal collegato al centro di Napoli. Nel 1575, con la fondazione della Chiesa di Santa Maria delle Grazie a Capodimonte e con l'inizio di uno sviluppo urbanistico ancora non invasivo, l'area inizia ad acquisire una sua identità. Ville e cascine nobiliari caratterizzeranno la zona solo successivamente, specie nell'Ottocento.
Nel Settecento con la costruzione e lo sviluppo della Reggia di Capodimonte e del bosco che la circonda e nell'Ottocento con la costruzione di via Capodimonte, del ponte della Sanità e del Serbatoio idrico sovrastante il vallone dei Gerolomini, il borgo si "avvicinava" a Napoli. In quest'ultimo secolo avviene il boom di costruzioni di ville che ancora oggi mostrano la loro nobile magnificenza.
Con la riforma murattiana, il casale di Capodimonte, a differenza dei casali circostanti, che divennero tutti autonomi ad eccezione di Scampìa (che divenne frazione di Secondigliano), confluì nel comune di Napoli.

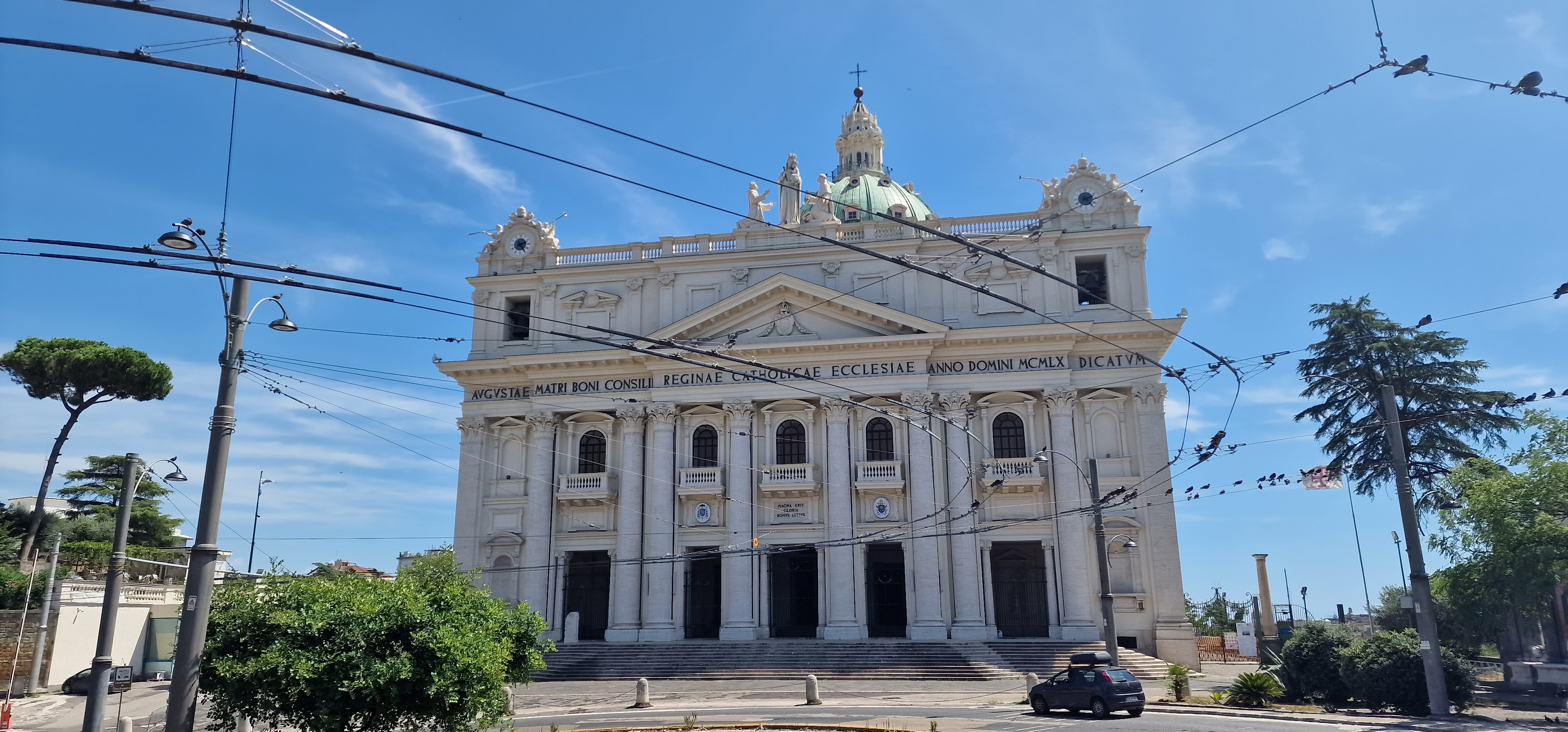
Basilica dell'Incoronata Madre del Buon Consiglio

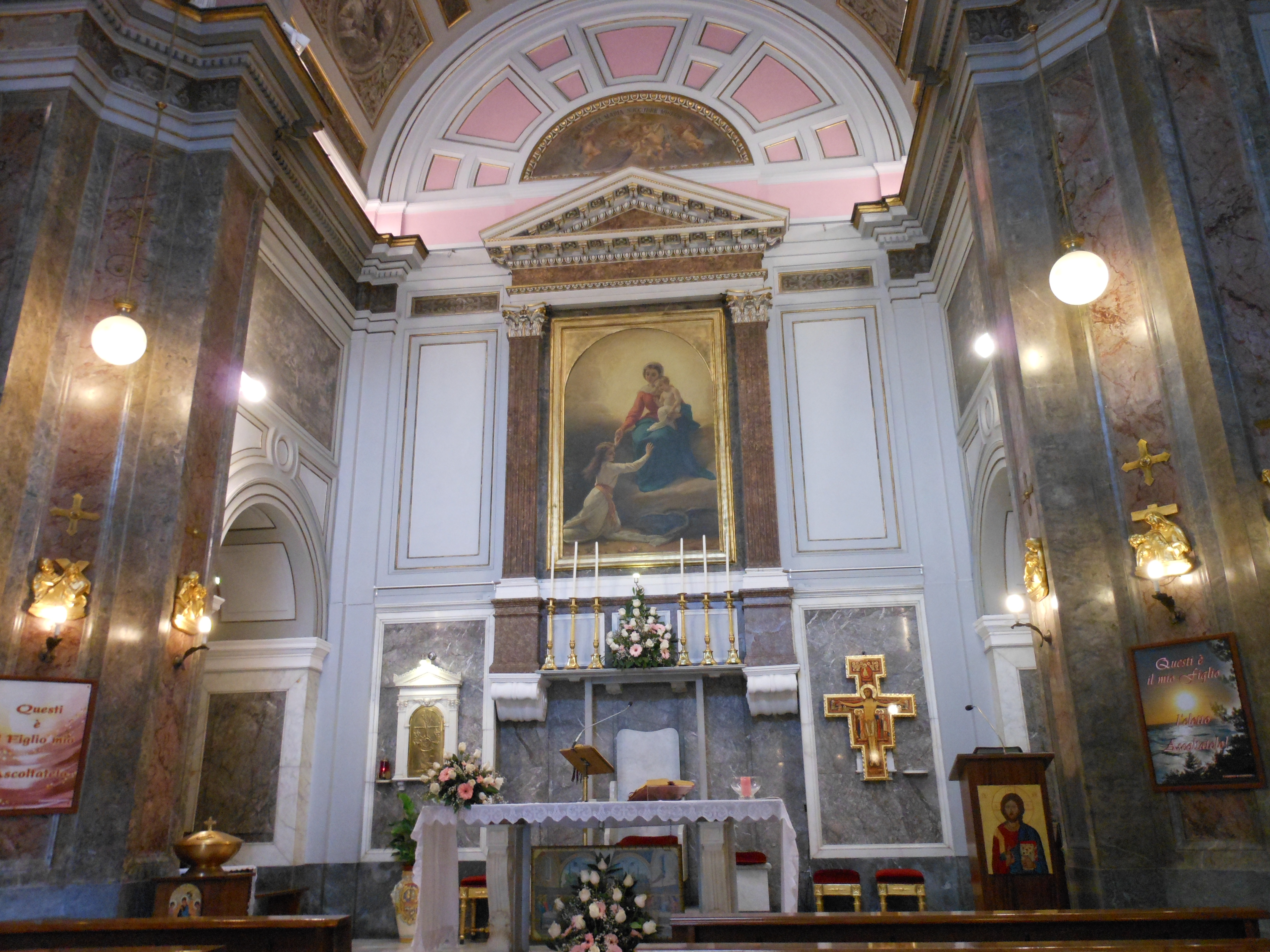
Interno della chiesa di Santa Maria del Soccorso

Dopo l'unità d'Italia mentre la Reggia e le ville circostanti continuavano a essere crocevia di nobili, Capodimonte continuava a conservare il suo aspetto di piccolo casale rurale, pur facendo parte del Comune di Napoli. Negli anni trenta sulla collina dei Colli Aminei fu edificato il Seminario Arcivescovile di Napoli, progettato dall'ingegner Tirone, per interessamento del cardinale Alessio Ascalesi, che lo inaugurò il 29 giugno 1934.
Subito dopo la Seconda guerra mondiale, Capodimonte si espanse verso nord, con la costruzione del Rione Lieti. Alla fine degli anni sessanta, la frenetica espansione edilizia dei Colli Aminei nella zona occidentale della collina snaturò, per fortuna solo parzialmente viste le impervie caratteristiche del territorio, gli equilibri ambientali e paesaggistici di Capodimonte che, nonostante la forte espansione edilizia, conserva ancora oggi una notevole superficie boschiva, attualmente tutelata e ben conservata, che circonda i caseggiati di Porta Piccola e Porta Grande, sorti appunto attorno alle due porte di accesso alla Reggia.

## L'isolamento
Capodimonte è servita dall'omonimo svincolo, sia in entrata che in uscita, della Tangenziale di Napoli. Nonostante ciò, un grosso problema della zona è la mancanza di adeguati collegamenti con il centro cittadino.
La zona infatti ha sempre sofferto di questi problemi specie per l'oggettivo isolamento geografico derivato anche da notevoli ripidità sulle quali si è intervenuti sin dal decennio francese con l'apertura di un vero asse di collegamento.
Successivamente, a partire dal 1902 le tranvie di Capodimonte che collegavano Napoli con i comuni del suburbio diedero il loro contributo attraversando la zona. Dopo la chiusura delle tranvie, i collegamenti erano inizialmente garantiti da autobus e filobus, ma con l'avvento della metropolitana in città tutto si è rapportato a essa, mostrando l'isolamento della zona rispetto ad altre (anche vicine) che invece accolgono le stazioni. Infatti, Capodimonte non può appieno beneficiare della Linea 1 della Metropolitana di Napoli a causa di una notevole distanza (circa 2 km) dalle fermate più vicine (Colli Aminei e Frullone a "monte", Materdei e Museo a "valle").
Proprio per venire incontro a tale criticità che, nel corso degli anni, si sono studiate delle ipotesi di collegamento: un esempio è la "funivia dei due musei" ovvero un progetto di funivia sopraelevata con la stazione a monte nei pressi della reggia di Capodimonte, e quella a valle vicino al Mann, nel centro della città. L'idea, però, non è mai stata portata avanti.
Un altro progetto, presentato nel 2025, consiste in un collegamento sotterraneo tra il Bosco di Capodimonte (Porta piccola) e l'ospedale Cardarelli, che dovrà essere discusso ed approvato dal comune.
Un ulteriore progetto fu, in realtà, la realizzazione della linea 9 della metropolitana; che avrebbe dovuto collegare le stazioni di Colli Aminei e Museo della linea 1, passando per Capodimonte e la zona "Miracoli".
Gli unici collegamenti di cui la zona può attualmente beneficiare, come precedentemente accennato, sono gli autobus, che collegano la zona con il centro città e con le stazioni della metropolitana: le linee 3M, 168, 178, C63, C65, C67 e la linea filoviaria 204.

## Luoghi di interesse e caratteri tipici
Viste le elevate potenzialità turistiche della zona, negli ultimi anni si è provato a dare un impulso al settore, con risultati non pienamente soddisfacenti per la mancanza di un efficiente sistema di promozione delle locali attività ricettive e dei beni culturali presenti nella zona che, a parte la Reggia e il Bosco di Capodimonte, non attirano presenze turistiche.
Ancora oggi, Capodimonte è comunque un punto obbligato in una visita a Napoli, vista la presenza di aree verdi e beni culturali ma soprattutto per la quiete e la tranquillità difficilmente trovabili in altre zone del capoluogo partenopeo.

### Le porcellane di Capodimonte
Importante elemento tipico di Capodimonte è la porcellana, innestata insieme alla reggia da Carlo III, ma che ha avuto il periodo più florido sotto suo figlio Ferdinando I delle Due Sicilie che vi istituì la Real Fabbrica Ferdinandea, le cui opere faranno scuola e porteranno la comune associazione in tutto il mondo del nome Capodimonte alle porcellane.

### L'osservatorio astronomico
A Capodimonte si trova uno dei 12 osservatori astronomici dell'Istituto Nazionale di Astrofisica, sito in Salita Moiariello 16, voluto da Gioacchino Murat e valutato positivamente al suo ritorno sul trono da Ferdinando I, che ne intuì il prestigio e l'utilità delle scoperte astronomiche permettendone l'apertura. Ancora oggi l'osservatorio mantiene costante la sua importanza nell'ambito scientifico.

### Le ville
Sparse per tutta la zona, come del resto anche in quelle limitrofe, le ville nobiliari sono una testimonianza valida per la storia di Capodimonte e per i suoi sviluppi architettonici.

### Il seminario
A Capodimonte è presente il Seminario Arcivescovile di Napoli. Ospita entrambi i seminari arcivescovili dell'arcidiocesi di Napoli: il seminario maggiore, intitolato al cardinale Alessio Ascalesi, e il seminario minore, intitolato a papa Paolo VI.